# Jean-Christophe Rufin

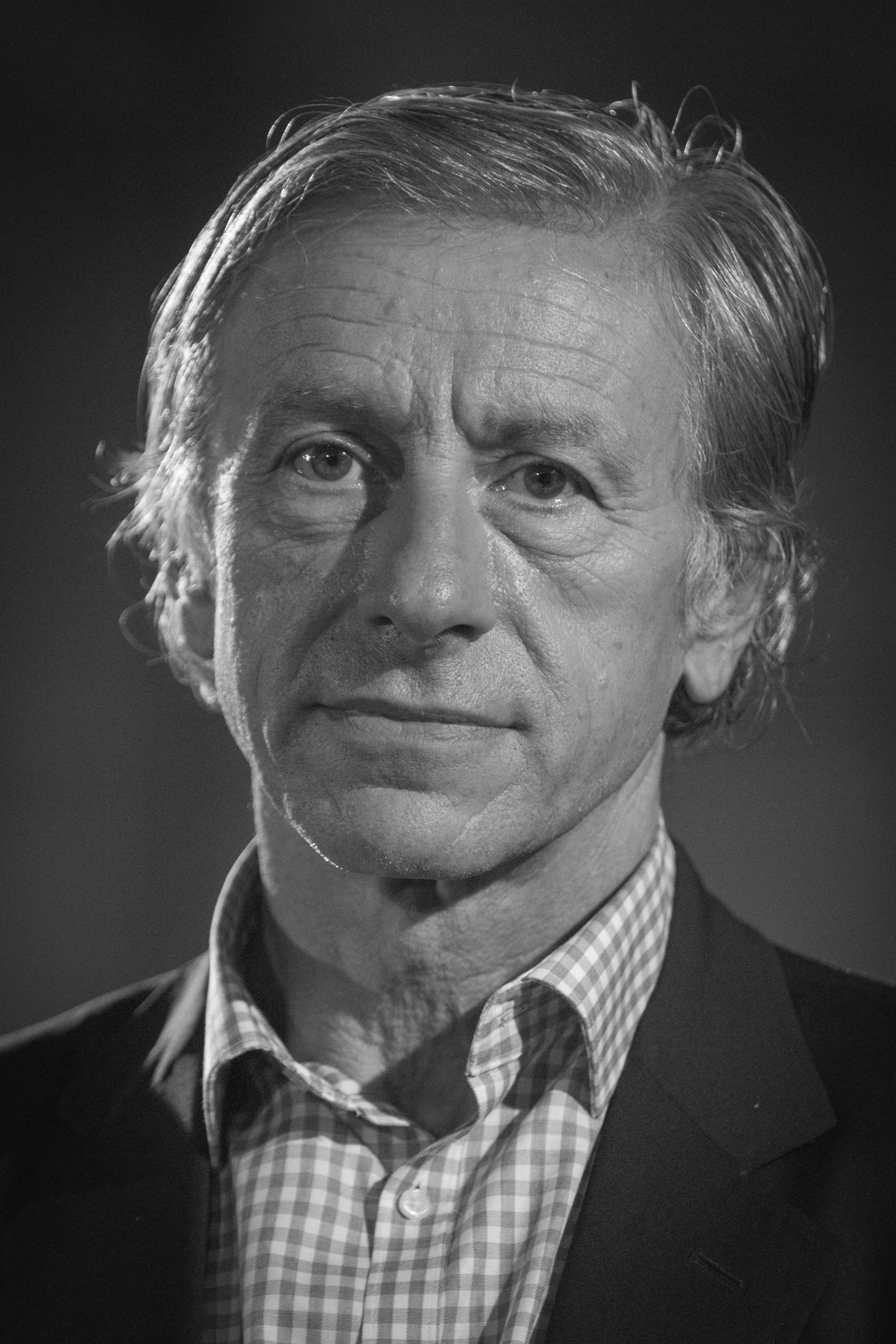
Jean-Christophe Rufin, 2013

Jean-Christophe Rufin (Bourges, 28 giugno 1952) è un medico e scrittore francese, membro dell'Académie française. È il presidente di Action contre la faim e uno dei fondatori di Medici senza frontiere. È l'ambasciatore francese in Senegal.

## Biografia
Figlio unico, crebbe con i nonni perché suo padre aveva abbandonato la famiglia e sua madre lavorava a Parigi. Suo nonno, medico e membro della Resistenza francese durante la Seconda guerra mondiale, era stato prigioniero per due anni a Buchenwald.

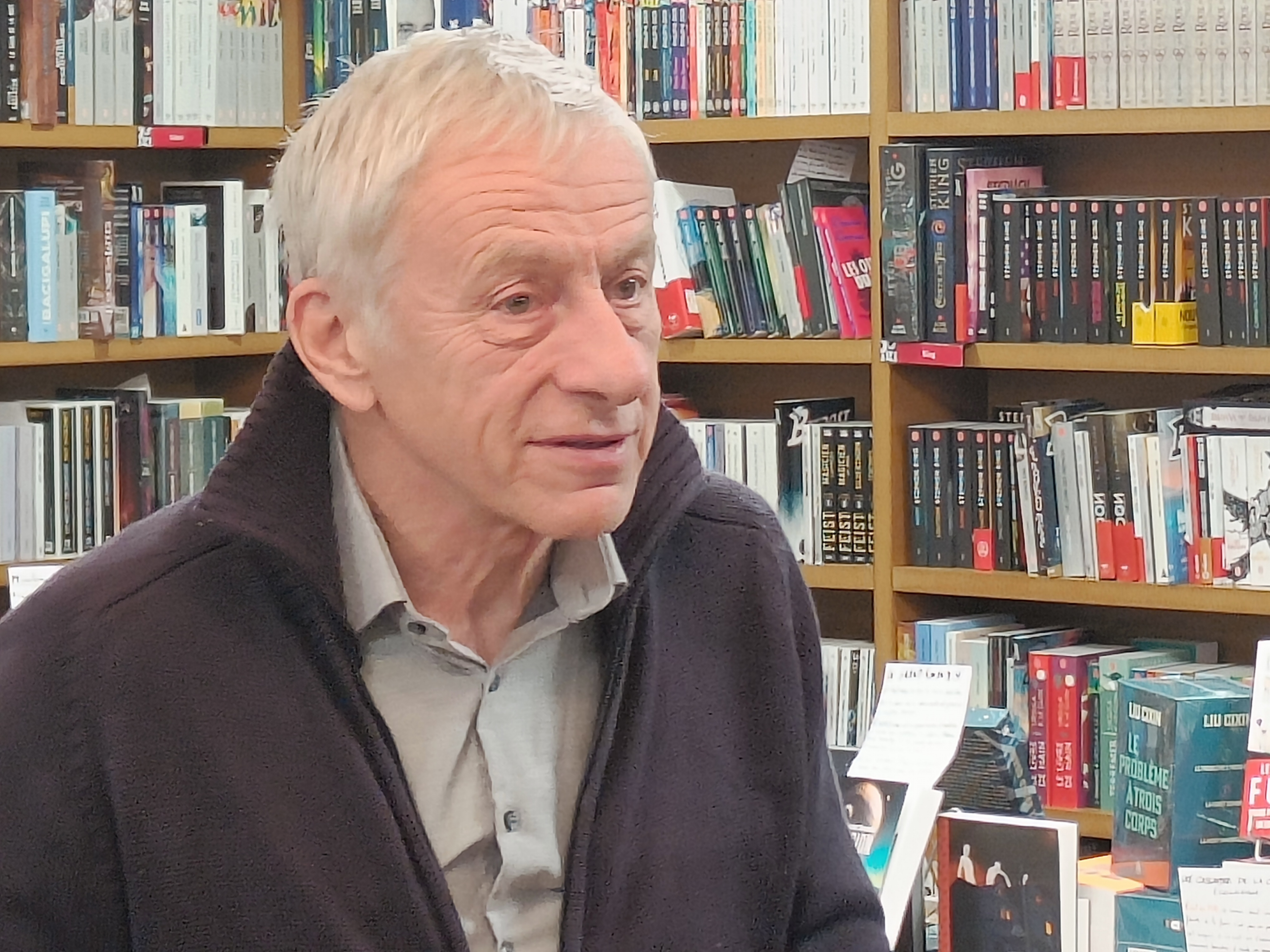
Jean-Christophe Rufin en Vincennes, diciembre 2024.

Nel 1977, dopo aver completato gli studici medici, Rufin andò in Tunisia come volontario. La prima missione umanitaria da lui guidata ebbe luogo in Eritrea, dove incontrò Azeb, la sua seconda moglie.

## L'attivismo per i diritti umani
Diplomato all'Institut d'études politiques di Parigi, nel 1986 divenne consulente del Segretario di Stato francese per i diritti umani e pubblicò il suo primo libro, Le Piège humanitaire ("La trappola umanitaria").
Fu uno dei pionieri del movimento umanitario "senza frontiere", per il quale guidò alcune missioni in Africa orientale e America Latina. È stato vicepresidente di Medici senza frontiere.
Nel 2008 è stato eletto all'Académie française, nella quale occupa il seggio 28, fino ad allora occupato da Henri Troyat.

## Il rapporto su razzismo e antisemitismo in Francia
Nel 2003, il ministro degli Interni francese Dominique de Villepin commissionò a Rufin uno studio approfondito sull'antisemitismo in Francia. Il rapporto, noto come rapporto Rufin, fu presentato il 19 ottobre 2004.

## Opere

### Saggi
- Le piège humanitaire: quand l'humanitaire remplace la guerre (1986)
- L'empire et les nouveaux barbares (1991)
- L'aventure humanitaire, coll. «Découvertes Gallimard» (nº 226) (1994)
- La dictature libérale (1994)
- Économie des guerres civiles, con Jean François (1996)
- Mondes rebelles, con Arnaud de La Grange e Jean-Marc Balancie (1996)

### Romanzi
- L'Abyssin (1997 - vincitore del Prix Goncourt du Premier roman e del Prix Méditerranée nello stesso anno)
- Sauver Ispahan (1998)
- Asmara et les causes perdues (1999) - vincitore del Prix Interallié nello stesso anno)
- Rouge Brésil (2001 - vincitore del Prix Goncourt nello stesso anno)
  - trad. it.: Rosso Brasile, Robin, 2004[2]
- Globalia (2004)
- Le Parfum d'Adam (2007)
- Le grand Coeur (2012, dedicato alla figura di Jacques Cœur)
  - trad. it.: L'uomo dei sogni, edizioni e/o, 2013
- Immortelle randonnèe -Compostelle malgrè moi - 2013 - dedicata al cammino del Nord verso Santiago
- Le suspendu de Conakry, 2018 - trad. italiana: L'appeso di Conakry, edizioni e/o, 2019